# Seven Springs, North Carolina
Seven Springs är en kommun (town) i Wayne County i North Carolina. Vid 2010 års folkräkning hade Seven Springs 110 invånare.